# 이명원 (성우)
이명원(1973년 10월 26일 ~)은 대한민국의 성우이다. 1997년 KBS에 입사했으며, 현재는 KBS 26기이다. 한국방송 성우극회 소속.

## 출연작품
- KBS 무대 초승달과 밤배(1999년 6월 27일)
- KBS 무대 잊고 싶은 것 잊혀지지 않는다(1999년 9월 5일)
- KBS 무대 나의 사소한 연애의 역사(1999년 9월 12일)
- KBS 무대 밤기차(2000년 2월 20일)

## 같이 보기
- 한국방송 성우극회